# امیرعلی‌تپه
امیر علی تپه مربوط به سدهٔ ۵ تا ۷ ه.ق است و در شهرستان عجب شیر، بخش مرکزی، روستای الینجق واقع شده و این اثر در تاریخ ۱۲ بهمن ۱۳۸۱ با شمارهٔ ثبت ۷۳۶۷ به‌عنوان یکی از آثار ملی ایران به ثبت رسیده است.